# Nogent-le-Rotrou
Nogent-le-Rotrou je naselje in občina v osrednji francoski regiji Center, podprefektura departmaja Eure-et-Loir. Leta 2008 je naselje imelo 11.124 prebivalcev.

## Geografija
Kraj leži v pokrajini Perche znotraj naravnega regijskega parka Perche, ob reki Huisne, 68 km zahodno od Chartresa.

## Uprava
Nogent-le-Rotrou je sedež istoimenskega kantona, v katerega so poleg njegove vključene še občine Argenvilliers, Brunelles, Champrond-en-Perchet, La Gaudaine, Margon, Saint-Jean-Pierre-Fixte, Souancé-au-Perche, Trizay-Coutretot-Saint-Serge, Vichères s 15.631 prebivalci.
Naselje je prav tako sedež okrožja, v katerem se nahajajo kantoni Authon-du-Perche, La Loupe, Nogent-le-Rotrou in Thiron-Gardais s 36.141 prebivalci.

## Zgodovina
Kraj nosi ime po lokalni gospodi Rotrou, kasnejših grofih Perških. Nekdaj je bil glavno mesto grofije Perche. V njem se nahaja grad Château Saint Jean.

## Zanimivosti
- grad château Saint-Jean iz 12. do 14. stoletja,
- Kolegij Arséne Meunier, nekdanja opatija sv. Denisa,
- cerkev sv. Lovrenca iz 15. in 16. stoletja,
- cerkev sv. Hilarija iz 15. in 18. stoletja,

## Pobratena mesta
- Baiersbronn (Baden-Württemberg, Nemčija),
- Midhurst (Anglija, Združeno kraljestvo).